# Die Insel

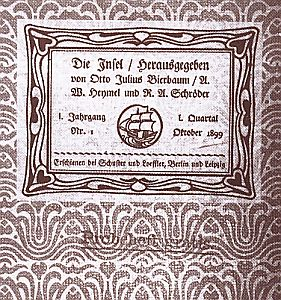
Capa da primeira edição, 1899

Die Insel (em português: "A Ilha") foi uma revista alemã de literatura e arte publicada em Munique entre 1899 e 1901 por Otto Julius Bierbaum, Alfred Walter Heymel e Rudolf Alexander Schröder.
Apesar de sua curta vida, é considerada uma das revistas literárias alemãs mais importantes do início do modernismo. A revista publicou textos de autores já conhecidos como Hugo von Hofmannsthal e Rainer Maria Rilke, além de novos autores como Robert Walser.
O símbolo da revista, um barco à vela, foi desenhado por Peter Behrens, sendo o logotipo da editora Insel Verlag, que surgiu da revista.

## Autores
- Otto Julius Bierbaum
- Max Dauthendey
- Richard Dehmel
- Hugo von Hofmannsthal
- Arno Holz
- Maurice Maeterlinck
- Rainer Maria Rilke
- Paul Scheerbart
- August Strindberg
- Robert Walser
- Frank Wedekind